# Білопільський повіт
Білопільський повіт — адміністративно-територіальна одиниця Харківського намісництва Російської імперії. Адміністративним центром було місто Білопілля.

## Географія

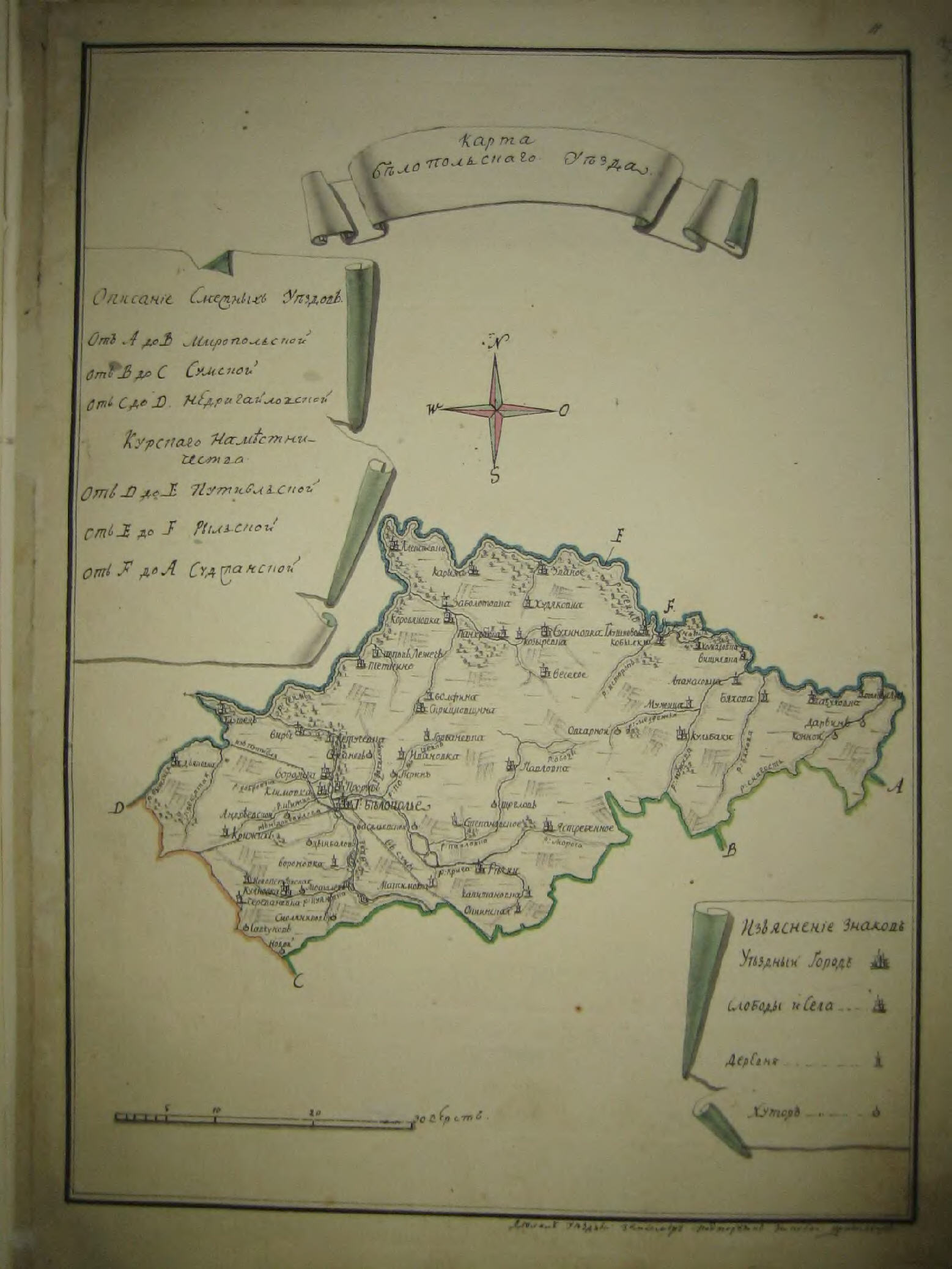
Мапа Білопільського повіту Харківського намісництва у 1787 році

### Розташування
Білопільський повіт межував з Миропільським, Сумським та Недригайлівським повітами Харківського намісництва. Також на півдні межував з Путивльським, Суджанським, Рильським повітами Курського намісництва.

## Населення
Станом на 1787 рік у повіті налічувалося 62 поселень. Мешканців було 22 413 душ, чоловічої статі, та 21 405 жінок. Всього у Білопіллі, та повіті кількість мешканців налічувало 52 819 душ.

## Керівники повіту

### Повітові маршалки шляхти
| Прізвище, ім'я, по батькові             | Титул, чин | Роки знаходження на посаді |
| --------------------------------------- | ---------- | -------------------------- |
| Титов Іван Зиновійович                  |            | 1780—1783                  |
| Куколь-Яснопольський Осип Петрович      | майор      | 1783—1786                  |
| Куколь-Яснопольський Володимир Петрович | підпоручик | 1786—1789                  |
| Кочетов Петро Іванович                  | прапорщик  | 1789—1792                  |
| Куколь-Яснопольський Микола             | ротмістр   | 1792—1795                  |
| Куколь-Яснопольський Андрій Петрович    | ротмістр   | 1795—1797                  |